# Wu Weifeng
Wu Weifeng (chiń. 呉衛鳳; ur. 5 sierpnia 1966) – chińska judoczka.
Brązowa medalistka mistrzostw świata w 1989. Startowała w Pucharze Świata w 1990. Wicemistrzyni igrzysk azjatyckich w 1990 roku.